# Paul Cayard

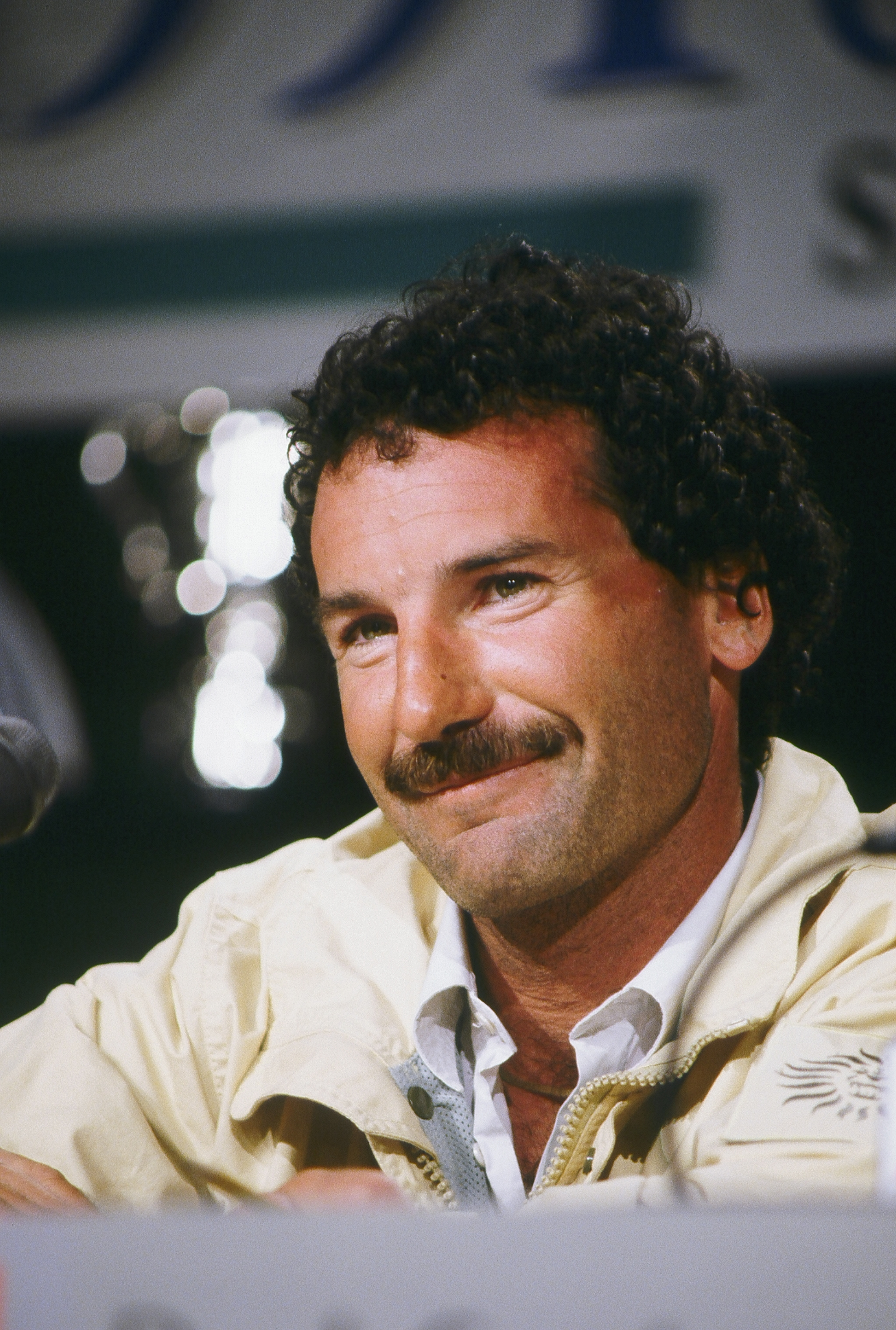
Paul Cayard

Paul Pierre Cayard (* 19. Mai 1959 in San Francisco) ist ein US-amerikanischer Segler, der in vielen Segelwettbewerben teilgenommen hat. Darunter sind fünf America’s Cup Teilnahmen, das Volvo Ocean Race und zwei Teilnahmen an den Olympischen Spielen. Er gewann sieben Weltmeistertitel im Segeln. 1998 wurde er zum Rolex Yachtsman of the Year gewählt. 2002 wurde er in die Sailing World Hall of Fame gewählt.
Nach einigen Jahren ohne America’s Cup Teilnahmen ist Paul Cayard nun für das spanische Team Desafío Español als Skipper und Steuermann verpflichtet.
Im Jahr 2007 gründete er zusammen mit Russell Coutts und João Lagos die World Sailing League.